# Мечеть Джами в Исфахане
Мечеть Джами, или Пятничная мечеть в Исфахане, или Соборная мечеть в Исфахане (перс. مسجد جامع اصفهان‎) — крупнейшая общественная мечеть в городе Исфахан, Иран. Мечеть является результатом длительного строительства: она была заложена около 771 года н. э., но реконструировалась и достраивалась до конца XX века. К востоку от мечети находится Большой рынок Исфахана. С 2012 года мечеть Джами внесена в список объектов Всемирного наследия ЮНЕСКО.
Мечеть, являющаяся одной из старейших в Иране, построена в архитектурном стиле «четырёх айванов», то есть имеет четверо ворот, которые находятся напротив друг друга. «Айван» представляет собой сводчатый открытый зал. Мукарнасы — сотовые своды — были построены на южной стороне мечети в XIII веке.
В период правления династии Сельджуков были достроены две кирпичных куполообразных секции. Южный купол был построен в 1086—1087 годах для размещения там михраба и был больше, чем любой другой купол мечети в мире, построенный к тому времени. Северный купол был построен через год; его предназначение неизвестно. Хотя он был расположен вдоль оси с севера на юг, он находится за пределами мечети. Купол был построен с учётом геометрического баланса.

## Галерея

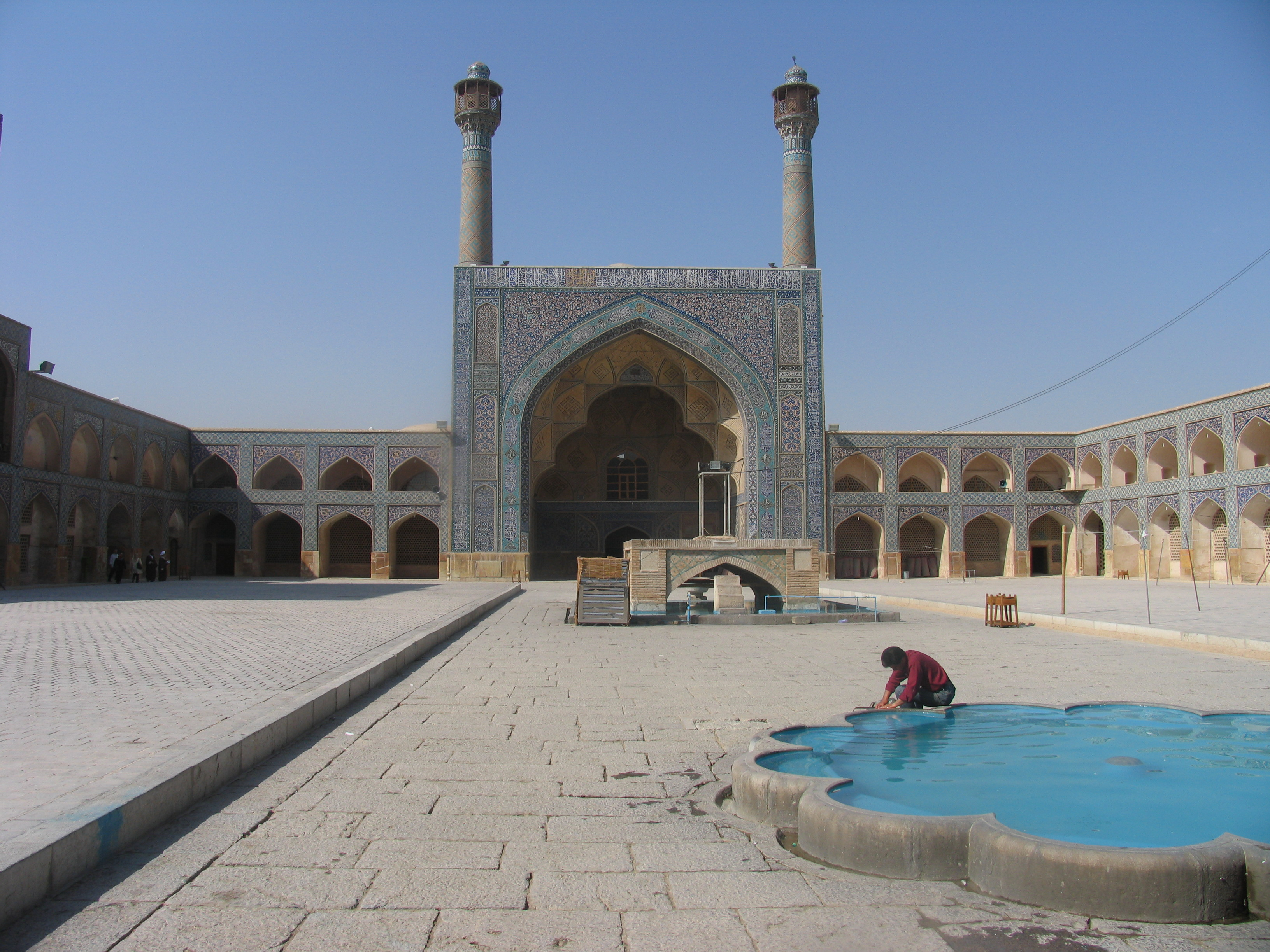
Двор мечети
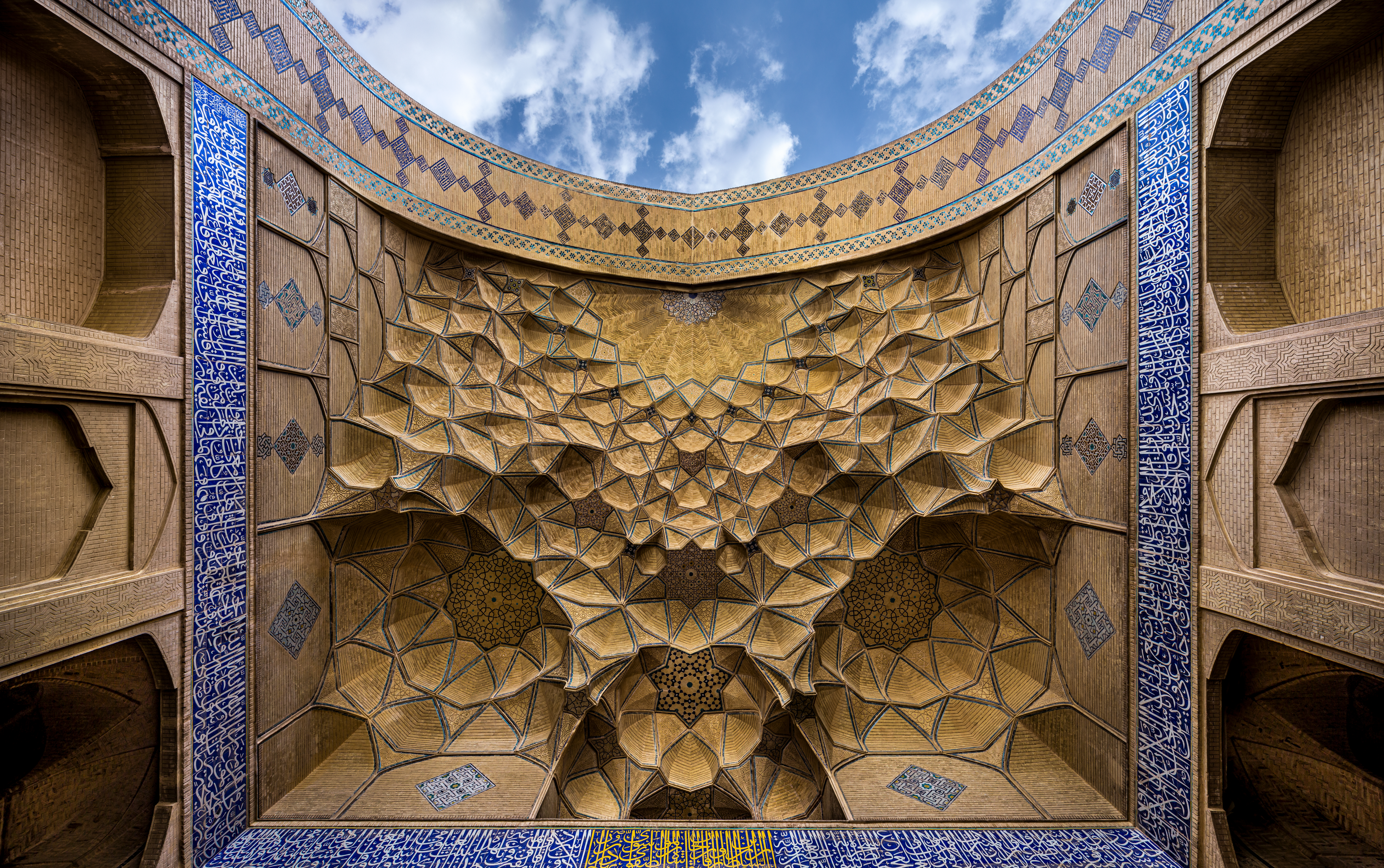
Свод восточного айвана